# 수리 행위
|                        |
| 행정행위               |
| 행정행위의 분류        |
| 법률행위적 행정행위    |
| 하명 · 허가            |
| 면제 · 특허            |
| 대리 · 인가            |
| 준법률행위적 행정행위  |
| 확인행위 · 공증행위    |
| 통지행위 · 수리행위    |
| 성립요건               |
| 주체 · 내용            |
| 절차 · 형식            |
| 행정행위의 부관의 종류 |
| 조건 · 기한            |
| 부담 · 취소권 유보     |
| 법률효과의 일부배제    |

수리 행위(受理行爲)는 준법률행위적 행정행위로써 타인의 행위를 유효한 행위로서 수령하는 행위이다. 청원서·원사·신고서·소장·소원장 등의 수령이 그 예이며, 단순한 사실인 수리 또는 도달과 달라서 타인의 행위를 유효한 행위라고 판단하여 수리할 의사로써 수령한다. 수령거절행위, 즉 각하는 불수리의 의사표시이며, 소극적 행정행위이므로 이에 대하여는 행정쟁송이 가능하다. 신고대상인 행위가 관계법상 허용되는 것인 때에는 행정청에 의한 수리행위는 필요하지 않으나, 관계법상 실체적 규정에 반하여 위법한 것인 때 행정청은 그 수리를 거부할 수 있으며, 판례는 이 때 신고서를 되돌려 보낸 경우를 수리거부행위로 보아 취소소송의 대상이 되는 처분으로 보고 있다.

## 참고 문헌
- 김철용, 행정법, 고시계사, 2012. ISBN 9788958223832

## 같이 보기
- 행정 행위